# Provinz Matera
Die Provinz Matera (italienisch Provincia di Matera) ist neben der Provinz Potenza eine der beiden Provinzen der italienischen Region Basilicata. Sie wurde 1927 eingerichtet. Hauptstadt ist Matera.
Die Provinz hat 189.098 Einwohner (Stand 31. Dezember 2024) in 31 Gemeinden auf einer Fläche von 3.446 km².
Der Ortsteil Timpa Pizzuta der Gemeinde Tricarico bei Brindisi Montagna ist eine Exklave der Provinz Matera in der Provinz Potenza.

## Größte Gemeinden
(Einwohnerzahlen Stand 31. Dezember 2024)
| Gemeinde          | Einwohner |
| ----------------- | --------- |
| Matera            | 59.586    |
| Policoro          | 17.743    |
| Pisticci          | 16.707    |
| Bernalda          | 11.882    |
| Montescaglioso    | 9210      |
| Ferrandina        | 7910      |
| Scanzano Jonico   | 7501      |
| Nova Siri         | 6876      |
| Montalbano Jonico | 6539      |
| Tursi             | 4717      |
| Tricarico         | 4674      |
| Grassano          | 4574      |
| Irsina            | 4346      |
| Pomarico          | 3726      |
| Stigliano         | 3441      |

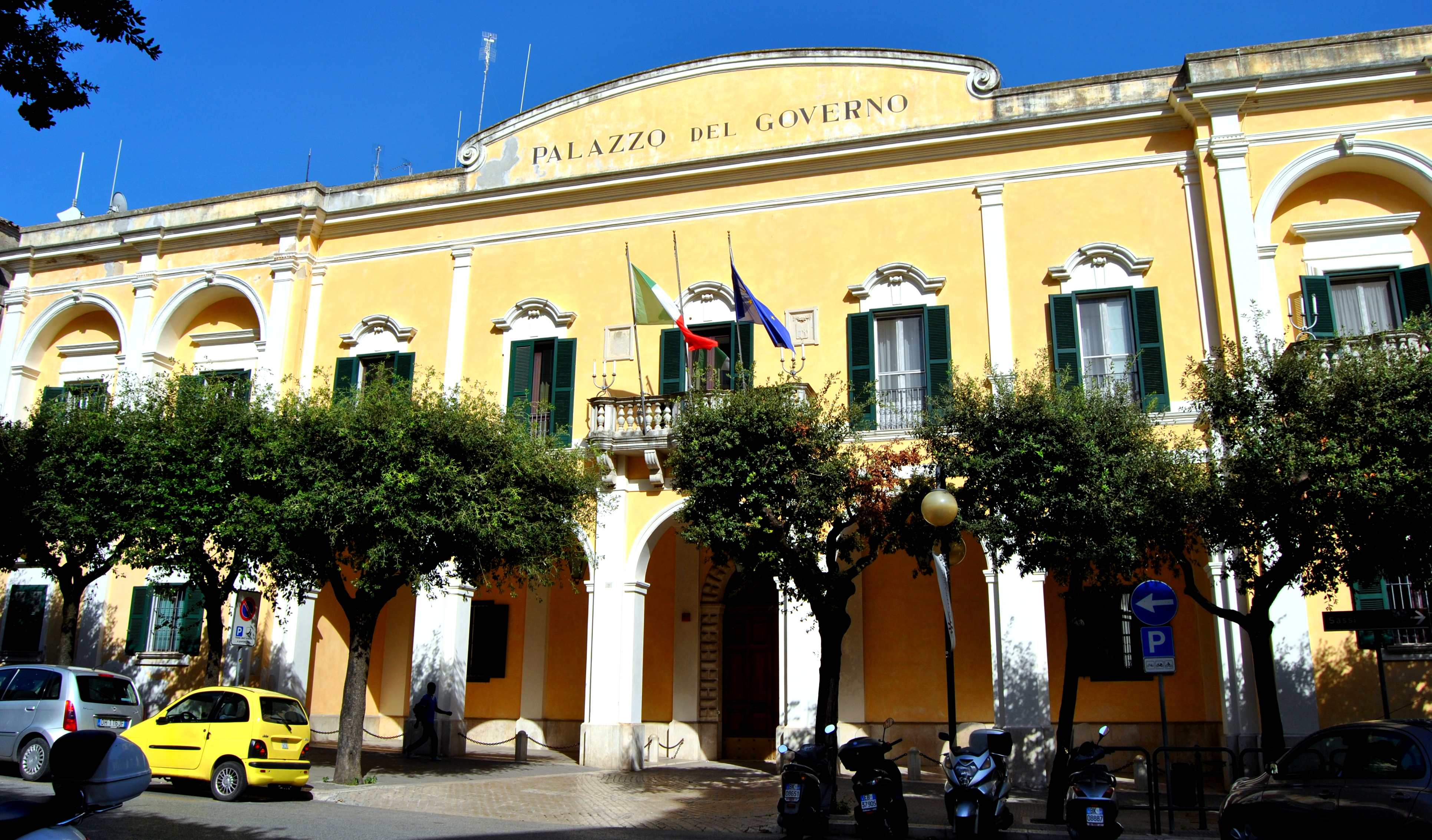
Palazzo del Governo di Matera

Die Liste der Gemeinden in der Basilikata beinhaltet alle Gemeinden der Provinz mit Einwohnerzahlen.